# Gerda Voitechovskaja
Gerda Voitechovskaja (* 15. Mai 1991) ist eine litauische Badmintonspielerin, die später für Island startete.

## Karriere
Gerda Voitechovskaja gewann 2007 ihren ersten nationalen Titel in Litauen. 2008, 2010 und 2011 folgten weitere Titelgewinne, alle im Damendoppel gemeinsam mit Kristina Dovidaitytė. Sie arbeitet seit 2016 als Trainerin bei Žvejų kultūros rūmai in der litauischen Hafenstadt Klaipėda. 2012 studierte sie an der Pädagogik-Fakultät der Universität Klaipėda. 

## Sportliche Erfolge
| Saison | Veranstaltung                  | Disziplin   | Platz | Name                                        |
| ------ | ------------------------------ | ----------- | ----- | ------------------------------------------- |
| 2007   | Litauen: Einzelmeisterschaften | Damendoppel | 1     | Gerda Voitechovskaja / Kristina Dovidaitytė |
| 2008   | Litauen: Einzelmeisterschaften | Damendoppel | 1     | Gerda Voitechovskaja / Kristina Dovidaitytė |
| 2010   | Litauen: Einzelmeisterschaften | Damendoppel | 1     | Gerda Voitechovskaja / Kristina Dovidaitytė |
| 2011   | Litauen: Einzelmeisterschaften | Damendoppel | 1     | Gerda Voitechovskaja / Kristina Dovidaitytė |
| 2012   | Litauen: Einzelmeisterschaften | Damendoppel | 1     | Gerda Voitechovskaja / Akvilė Stapušaitytė  |
| 2023   | Island: Einzelmeisterschaften  | Dameneinzel | 1     | Gerda Voitechovskaja                        |
| 2024   | Island: Einzelmeisterschaften  | Dameneinzel | 1     | Gerda Voitechovskaja                        |
| 2024   | Island: Einzelmeisterschaften  | Damendoppel | 1     | Gerda Voitechovskaja / Drífa Harðardóttir   |